# Gorgon (Marvel Comics)
Gorgon é um personagem fictício que aparece nas histórias em quadrinhos publicadas pela Marvel Comics. Criado por Stan Lee e Jack Kirby no ano de 1965, primitivamente como um ser da raça Inumana. Possui pernas capazes de causar um terremotos com apenas uma pisada no solo.

## Biografia ficcional do personagem
Originalmente, Gorgon era um ser da Família Real dos Inumanos enviado pelo líder Maximus para encontrar Medusa e levá-la de volta a Attilan, o reino dos inumanos.
Após longas horas de procura, Gorgon a encontra no Edifício Baxter, o lar do Quarteto Fantástico. Imediatamente ele a ataca e também faz o mesmo com o Tocha Humana, a quem Medusa havia capturado para ajudar a escapar. Gorgon, assim, utiliza suas pernas para escalar o prédio, ferindo, inclusive, o Senhor Fantástico, que estava olhando pela janela para saber o que estava acontecendo. Medusa e Tocha utilizam o helicóptero do Quarteto para fugir, mas Gorgon consegue encontrá-los na Universidade de Nova York. Quando o até então vilão estava perto de pegá-los, eis que surge o Dragon Man, em companhia dos membros restantes do Quarteto Fantástico. Em uma última chance de pegá-los, Gorgon, se aproveitando que os personagens haviam se distraído com um andróide, consegue capturar e fugir com Medusa ao reino de Attilan.

## Poderes e habilidades
Graças a sua linhagem inumana e à exposição a névoa terrigena em duas ocasiões, Gorgon possui atributos físicos sobre-humanos e a habilidade de gerar terremotos. Ele também é um ótimo combatente.
- Força Sobre-Humana: Gorgon é incrivelmente forte, mais do que a maioria dos outros inumanos, e era previamente capaz de levantar pelo menos 40 toneladas, embora acredita-se que ele pode suportar mais. Sua força atual é desconhecida desde que se submeteu a terrigênesis pela segunda vez, porém ele já mostrou ser capaz de suportar 80 a 100 toneladas.
- Resistência Sobre-Humana: a musculatura de Gorgon produz menos células de fadiga durante atividades físicas o que impede que ele se canse facilmente.
- Agilidade Sobre-Humana: a agilidade, o equilíbrio e a coordenação corporal de Gorgon são aprimorados à níveis que estão além dos limites físicos naturais do melhor atleta humano.
- Reflexos Sobre-Humanos: o tempo de reação de Gorgon é aumentado à um nível que está além dos reflexos naturais do melhor atleta humano.

- Velocidade Sobre-Humana: Gorgon é capaz de correr e se mover a velocidades maiores que as dos melhores atletistas olímpicos.
- Durabilidade Sobre-Humana: o tecido corporal de Gorgon é um pouco mais duro e resistente à lesões do que os de um ser humano. Gorgon pode suportar forças de impacto que poderiam paralisar ou matar um ser humano, sofrendo apenas um leve desconforto. No entanto, Gorgon não é invulnerável e pode ser ferido de forma semelhante a um ser humano, tal como, ser ferido por armas compostas de material convencional.

- Fator de Cura Acelerado: Gorgon, se ferido, é capaz de curar um pouco mais rápido e mais extensamente do que um ser humano. Seu tempo de recuperação de traumas é cerca de duas vezes o de um ser humano.

- Geração de Terremotos: as pernas de Gorgon são densamente musculosas, o que lhe permite causar um enorme impacto chutando algo ou alguém e principalmente gerar terremotos pisando no chão com seus cascos. Como resultado, Gorgon pode gerar terremotos com uma força de 7,5 na escala Richter, ou 9,5 se perto de uma placa tectônica.

## Em outras mídias

### Televisão
- Gorgon aparece na série animada de 1994, Fantastic Four, dublado por Michael Dorn.
- Gorgon reaparece nos episódios "Natureza Inumana" e "Planeta Monstro" de Hulk e os Agentes da S.M.A.S.H., dublado por Nolan North.
- Novamente dublado por Nolan North, Gorgon aparece no episódio "Inumanidade" de Ultimate Spider-Man.
- Com Nolan North reprisando seu papel mais uma vez, Gorgon faz uma aparição nos episódios "Crystal Blue Persuasion", "Inhuman Touch" e "I've Been Searching So Long" da série animada de 2015, Guardiões da Galáxia.
- Nolan North retorna como a voz do personagem pela 3° vez nos episódios "Inhumans Among Us" e "The Inhuman Condition" da série animada Avengers: Revolution Ultron.

#### Universo Cinematográfico Marvel
- Gorgon Petragon é interpretado por Eme Ikwuakor na série live-action, Inumanos,[2] programada para setembro de 2017.

### Videogames
- O personagem faz uma pequena participação no game Marvel: Ultimate Alliance, como um ajudante da equipe da S.H.I.E.L.D. na base de Attilan, o reino dos Inumanos. Ele não é um personagem jogável.
- Ele está disponível como personagem jogável no game Marvel: Avengers Alliance.
- Gorgon é um personagem jogável no jogo para mobile lançado em 2015, Marvel Future Fight.

## Ligações Externas
- (em inglês) Gorgon no Marvel Database
- (em inglês) Gorgon no Marvel.com